# Podkylava
Podkylava je naseljeno mjesto u okrugu Myjava u  Trenčínskom kraju u Slovačkoj.

## Stanovništvo
| Godina:     | 1993. | 2003.    | 2013.   | 2023.   |
| ----------- | ----- | -------- | ------- | ------- |
| Broj ljudi: | 340   | 253      | 231     | 246     |
| Razlika:    |       | -25,58 % | -8,69 % | +6,49 % |

| Godina:     | 2022. | 2023.   |
| ----------- | ----- | ------- |
| Broj ljudi: | 249   | 246     |
| Razlika:    |       | -1,20 % |

Prema podacima o broju stanovnika iz 2023. godine naselje je imalo 246 stanovnika.

## Vanjske poveznice
|  | Zajednički poslužitelj ima još gradiva o temi Podkylava |

- Službena stranica naselja (sl.)